# Piper ferreyrae
Piper ferreyrae är en pepparväxtart som beskrevs av Truman George Yuncker. Piper ferreyrae ingår i släktet Piper och familjen pepparväxter. Inga underarter finns listade i Catalogue of Life.